# Narodowa Unia Podatników
Narodowa Unia Podatników, ang. National Taxpayers Union, NTU – amerykańska kapitalistyczna organizacja, której celem jest utrzymanie podatków na niskim poziomie i przyjaznych dla podatników. Chcą zrealizować ten cel poprzez edukację podatników i testowanie kongresmenów (wyniki testów można sprawdzić na ich stronie). Liderem stowarzyszenia jest John E. Berthoud.